# Zaharija, papa
Sv. Zaharija, papa od 3. ili 5. prosinca 741. do 15. ožujka 752. godine.

## Životopis
Bio je rodom Grk s Kalabrije te predstavlja posljednjeg od tzv. bizantskih papa. Pontifikat mu je obilježilo sve veće udaljavanje rimske Crkve od bizantske vlasti - uzrokovano prije svega ikonoboračkim stavom cara Konstantina V., kao i intenzivni diplomatski napor da ona nađe novog svjetovnog zaštitnika. Izbor je pao na Langobarde, odnosno kralja Liutpranda koji je u to vrijeme uspio osvojiti sva područja nekadašnjeg Ravenskog egzarhata. Također je podržao svrgavanje Hilderika III., posljednjeg merovinškog kralja Franačke te potakao Svetog Bonifacija da na njegovo mjesto okruni dotadašnjeg majordoma i de facto vladara Pipina Malog, prvog kralja dinastije Karolinga. Umro je 15. ožujka 752. godine. Naslijedio ga je papa Stjepan, ali je umro prije nego što se formalno ustoličio, te se kao njegov nasljednik računa drugi papa koji se također zvao Stjepan II. Proglašen je svetim, a spomendan mu se slavi 22. ožujka.